# Chubutisaurus insignis
Chubutisaurus insignis ("lagarto de Chubut distinguido")  es la única especie conocida del género extinto Chubutisaurus de dinosaurio saurópodo titanosauriano que vivió a mediados del período Cretácico, hace aproximadamente entre 89,3 y 66 millones de años, entre el Coniaciense y Maastrichtiense, en lo que es hoy Sudamérica. Fue llamado Chubutisaurus por haber sido encontrado su esqueleto fósil en Chubut, una de las provincias que conforman la patagonia argentina. Este gran saurópodo de aproximadamente 23 metros de largo fue colocado dentro de los  braquiosáuridos, aunque actualmente se lo considera que es un titanosaurio primitivo, por lo tanto más emparentados con los dinosaurios que abundaron a finales del Cretácico. Chubutisaurus tenía un radio más robusto que Venenosaurus.
Inicialmente sus restos habían sido datados con una antigüedad de entre 112 y 93  millones de años atrás, entre el Cretácico inferior e inicios del superior, aunque posteriores dataciones del lugar parecen colocarlo solo durante finales del Cretácico.
Chubutisaurus fue encontrado en Formación Cerro Barcino, Departamento Paso de Indios, en el centro de la provincia del Chubut. Sus descubridores fueron Guillermo Del Corro y Orlando Gutiérrez (paleontólogo) del Museo Argentino de Ciencias Naturales Bernardino Rivadavia de Buenos Aires, en 1965, su excavación se llevó a cabo en 1973 y Del Corro lo describió en 1974.